# Силицид димеди
Силицид димеди — неорганическое соединение
металла меди и кремния с формулой Cu2Si,
серые кристаллы,
не растворяется в воде.

## Получение
- Сильное нагревание порошкообразных меди и кремния:

{\displaystyle {\mathsf {2Cu+Si\ {\xrightarrow {T}}\ Cu_{2}Si}}}

## Физические свойства
Силицид димеди образует серые кристаллы.
Не растворяется в воде.